# アンゴー夫人の娘

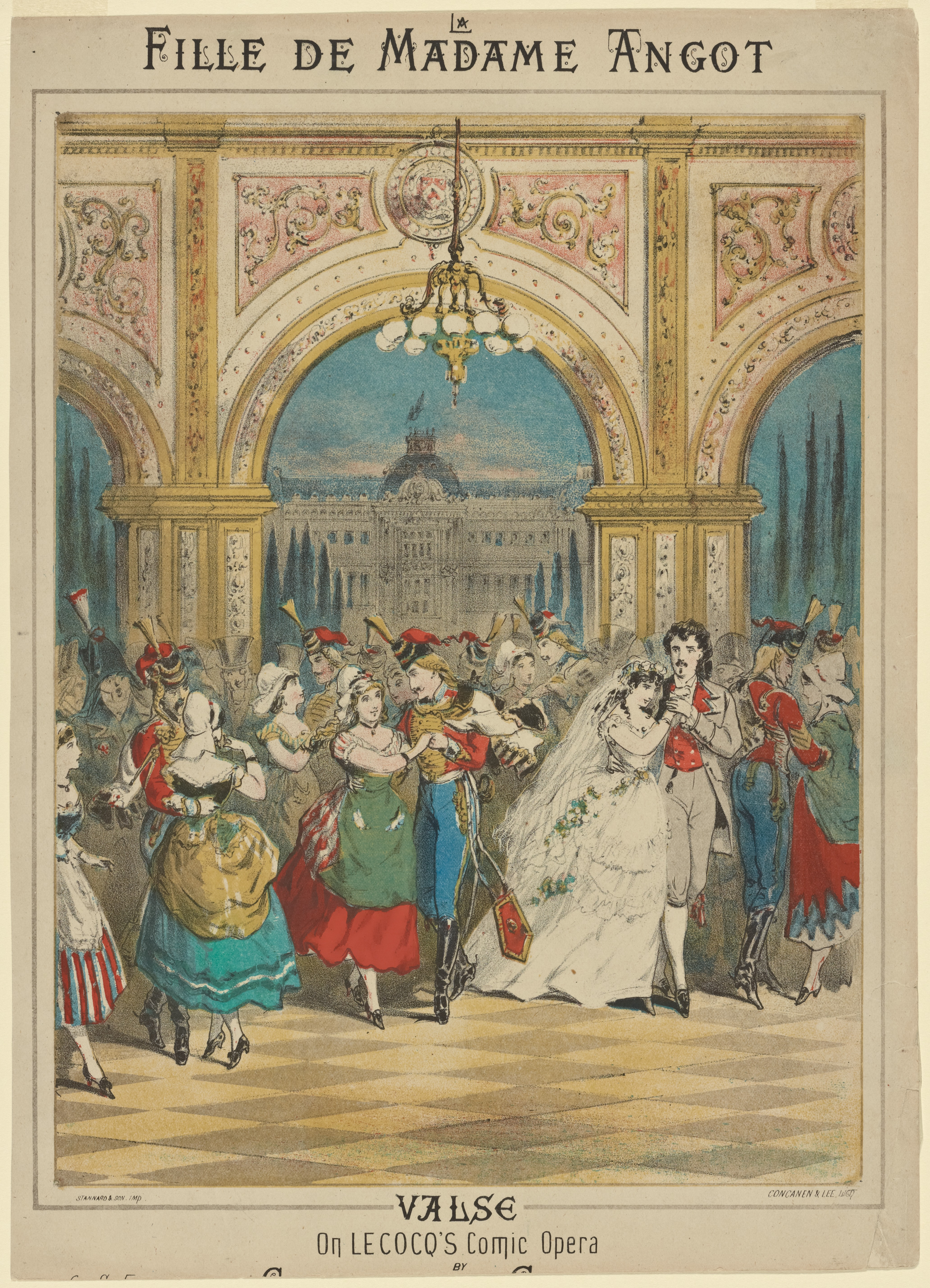
『アンゴー夫人の娘』

『アンゴー夫人の娘』（アンゴーふじんのむすめ、フランス語: La Fille de Madame Angot）は、シャルル・ルコック作曲の全3幕のオペレッタ（オペラ・コミック）で、1872年 12月4日にブリュッセルのファンタジー・パリジェンヌ劇場にて初演された。『アンゴ夫人の娘』、『マダム・アンゴの娘』などとも表記される。本作は楽譜をめくる度にアンコールされたと言われるくらい大成功した作品で、フランス・オペレッタの代表作。

## 概要

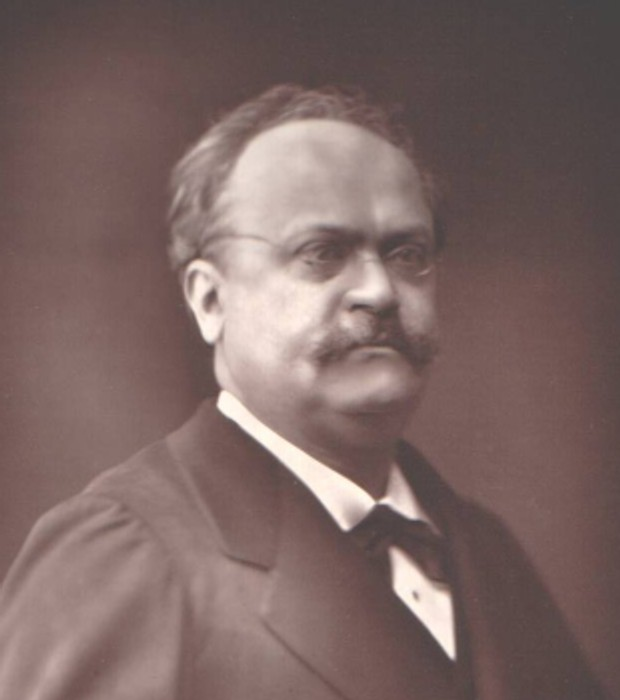
シャルル・ルコック

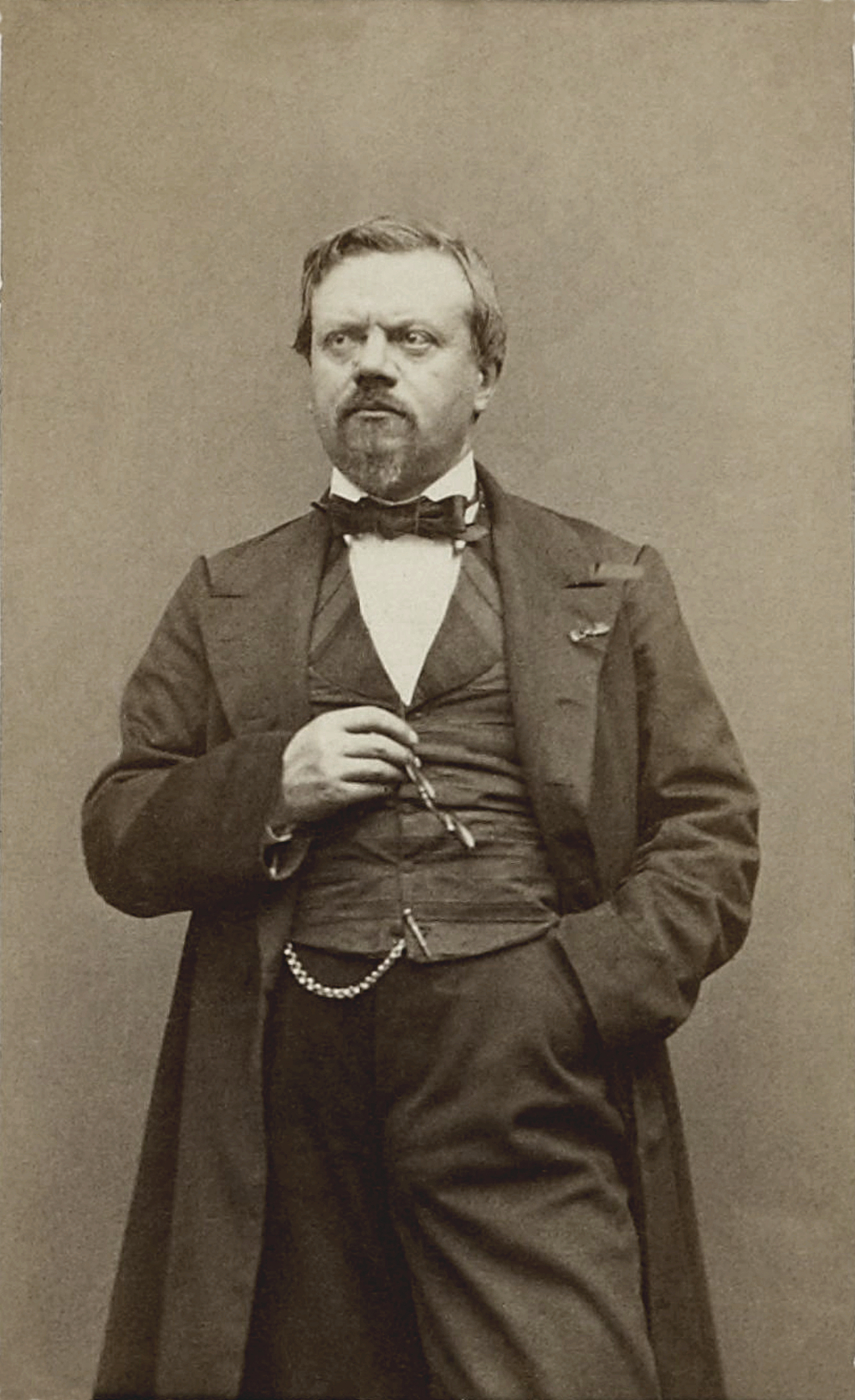
クレールヴィル

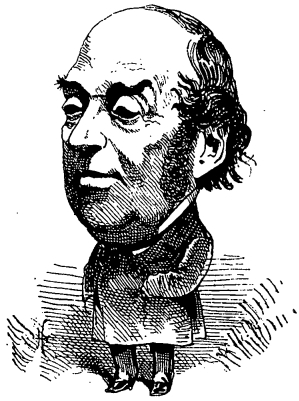
ポール・シロダン

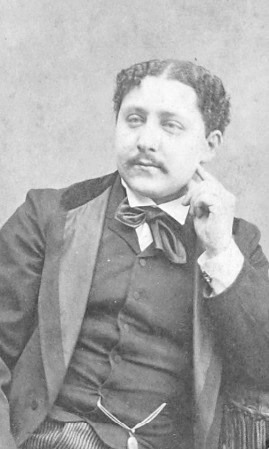
ヴィクトール・コナン

本作はルコックの最も人気の高い作で、オッフェンバック以後の最も成功したオペレッタの一つである。リブレットはアントワーヌ=フランソワ・エヴ（Antoine-François Ève）のヴォードヴィル『アンゴー夫人、成り上がりの魚売りの女』（Madame Angot, ou la Poissarde parvenue、1796年）に基づいて、ニコライ・クレールヴィル（Nicolaïe Clairville）、ヴィクトール・コナン（Victor Koning）、ポール・シロダン（Paul Siraudin）によって作成された。
本作は総裁政府時代のパリを生き生きと想起させるもので、リブレットは上手く構成されている。ルコックはこの作品を、小品ではあるが面白く、才気溢れる、洒落た傑作に仕上げている。
本作のテーマは全く新しいものだった。背景となっている総裁政府の時代は、これまでオペレッタでは全く採りあげられたことがなかった。台本作家の三人は〈アンクロワイヤブル〉や〈メルヴェイユーズ〉（当時の流行の最先端のファッションに身を固めたエキセントリックな若い男性及び女性）が生きたパリを描き、アンゴー夫人と言う登場人物を通して、昔の典型的な人物を蘇らせたのである。ヴィクトリアン・サルドゥの『マダム サン・ジェーヌ（無遠慮婦人）』を予告するような作品である。マダム サン・ジェーヌのように帝国元帥とは結婚はしなかったが、アンゴー夫人は成金の典型で、無一文から成りあがったものの、その振る舞いも言葉遣いも決して上流にはなりえなかった人物である（舞台上ではこれが滑稽さを呼ぶ）。民衆文化を象徴する登場人物として、歌手アンジュ・ピトゥがいる。彼は王政を賛美し、共和国に反対する内容のクプレを歌う。このようなタイプのフランス人は永遠の反抗者、皮肉屋として、聴衆に大受けすること受け合いで、彼の歌う〈ロンド〉「確か僕はクレレットを愛していた」は誰もが口ずさむ大ヒット曲となった。また、「アンゴー夫人の伝説」（Légende de La Mère Angot）、「政治の歌」（Chanson Politique）なども大好評で、あらゆるサロンで皆が本作の有名なワルツ「廻れ、廻れ」のメロディに乗って踊るのだった。また、テノールの卵たちは「彼女はこんなにも無垢で」を歌った。「政治を変えることもなかったのに」も本作の有名な歌の一つである。「オジュローの兵士は真の男たち」（Les soldats d’Augereau）は聴く者の愛国心を高めた。オッフェンバックの『市場の婦人がた』（1858年）の後、レイナルド・アーンの『シブレット』が1923年に舞台にかかるまで、レ・アル（パリ中央市場）の民衆層の人々も自分たちの階層出身の登場人物が舞台に出てくるのを見て喜ぶのだった。
本作はレイナルド・アーンが述べているように「ボワイやドゥビュクール（Debucourt）の一連の肖像画そのもののような古いパリの発露」を具現化しており、歴史がそこに姿を見せている。ランジュ嬢についてのシャンソンの作者アンジュ・ピトゥのについての小話、それに伝説的なアンゴー夫人についての民間伝承もある。レパートリーの中で最も有名であってしかるべき作品の一つであるこの傑作の音楽は同様にアーンが語っているように《ラ・カルマニョールの歌》や《サ・イラ、どうにかなるだろう》（Ah ! ça ira）の余韻のようなものをいかなる真似も交えずに表していて、気取りのない心情の吐露と、魅力的で挑発的な解放の響きとをその余韻に調和させているのである。
ルコックの作品の特徴は、その軽い筆致にあるが、オッフェンバックより叙情的で、気品のある様式を取り入れていることである。ルコックの作品のなかでも最も人気のある本作はオペレッタの古典とされている。本作にはルコックの快い旋律の豊かな流れ、生き生きとしたリズムの利用、作品の中の個々の楽曲の印象深い構成、古典的なフランス風のフレーズが認められる。

## 初演後
フランス初演は翌1873年の 2月21日にパリのフォリー・ドラマティック劇場にて行われた。本作はフランス初演でも圧倒的な成功を収めた。それでも、フォリー・ドラマティック劇場の支配人カンタンは外国に出すことをためらっていたが、400回もの連続公演につながり、さらに、優に1,000回を超え、1918年 2月28日にはパリのオペラ・コミック座で上演され、その後もレパートリーに加えられた。パリ・コミューン以来、演劇活動について暗い日々を送っていたパリの目を覚ましたものは本作が獲得した目の覚めるような成功であった。
イギリス初演は1873年 5月23日にセント・ジェームズ劇場にて行われた。出演はエメらであった。アメリカ初演1873年8月25日にニューヨークのブロードウェイ劇場にて行われた。
なお、日本では大正時代に浅草オペラで『マダム・アンゴの娘』として原信子の訳詞にて親しまれた歴史がある。

## 登場人物
| 人物名               | 原語               | 声域         | 役柄                                    | 初演時のキャスト （ブリュッセル） | パリ初演時のキャスト |
| -------------------- | ------------------ | ------------ | --------------------------------------- | --------------------------------- | -------------------- |
| クレレット・アンゴー | Clairette Angot    | ソプラノ     | 花屋、ポンポネの婚約者 アンゴー夫人の娘 | ポリーヌ・ルイジーニ              | パオラ・マリエ       |
| ランジュ嬢           | Mademoiselle Lange | メゾソプラノ | 女優で警察署長の愛人                    | マリー・デクロザス                | マリー・デクロザス   |
| ポンポネ             | Pomponnet          | テノール     | 床屋、ランジュ嬢の美容師                | アルフレッド・ジョリー            | フィリップ・デュパン |
| アンジュ・ピトゥ     | Ange Pitou         | テノール     | 王党派の作詞家                          | マリオ・ヴィドメール              | メンダスティ         |
| ラリヴォディエール   | Larivaudière       | バリトン     | 警察署長                                | キャルリエ                        | リュコ               |
| ルシャール           | Louchard           | バス         | 警察官                                  | ジャック・エルノット              | ルグラン             |
| アマラント           | Amarante           | ソプラノ     | 市場の女                                | ジャーヌ・デロルム                | トゥドゥーズ         |
| ジャヴォット         | Javotte            | メゾソプラノ | 市場の女                                | ブルジョワ                        | ジュリアン           |
| トレニッツ           | Trenitz            | テノール     | 当世風の伊達男 軽騎兵隊の将校           | トゥゼ                            | エイメ               |
| エルジリー           | Hersillie          | ソプラノ     | ランジュ嬢の召使                        | カミーユ                          | デュヴェルネー       |
| バベ                 | Babet              | ソプラノ     | クレレットの手伝い                      | ポリーヌ                          | アリエリ             |
| ギヨーム             | Guillaume          | テノール     | 市場の男                                | オーメッツ                        | ジェオー             |
| ビュトー             | Buteaux            | バス         | 市場の男                                | デュリウ                          | ウゼ                 |
| 合唱：町の人々       |                    |              |                                         |                                   |                      |

## 楽器編成
- 木管楽器:フルート2、オーボエ1、クラリネット2、ファゴット1
- 金管楽器:ホルン2、トランペット2、トロンボーン1
- 打楽器:ティンパニ 、バスドラム、トライアングル
- 弦5部

## 演奏時間
第1幕：約40分、第2幕：約40分、第3幕：約40分　合計：約2時間

## あらすじ
物語の舞台：総裁政府時代のパリ

### 第1幕
パリの市場

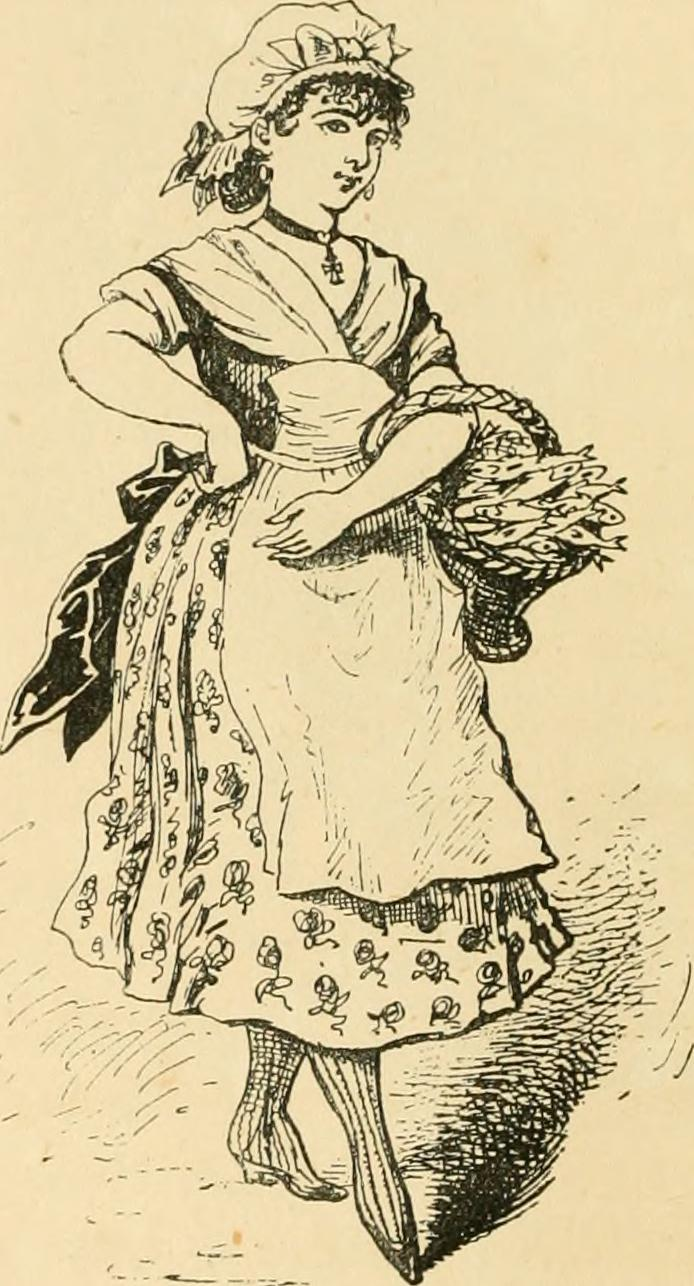
クレレット

舞台両脇に〈美容院ポンポネ〉と〈生花店クレレット〉があり、双方とも結婚式のため休業との張り紙がある。女たちがクレレットの店の前で、男たちはポンポネの店の前で各々祝いの歌を歌っている。すると、ポンポネが現れ、オレンジの花は純潔のシンボルと〈クプレ〉「今日は良く見守ってやって下さい」（Aujourd’hui prenons bien garde）と歌う。続いて、クレレットも現れ〈ロマンス〉「皆様のお蔭です」（Je vous dois tout ）と歌う。彼女の母親は市場の魚屋で、若かりし頃は美人で名高く、多くの浮名を流したものだった。しかし、早くに夫を亡くし、彼女自身も娘を一人残して亡くなってしまったのだった。クレレットはその後市場の娘として養われ、清楚で美しい娘に成長したのだった。市場の人々はクレレットに真面目で善良なポンポネとの結婚を勧め、彼女も断り切れなかったので同意してしまったが、実は革命詩人アンジュ・ピトゥを愛していたのだった。それで友人に協力してもらい、結婚式を先延ばししようと画策していたのだった。予定通りにアマラントが駆けつけて来て、この結婚は延ばして欲しい、事情があるのだと言う。そして、クレレットに座を外させ、彼女の出生に問題があると言う。そして、〈クプレ〉「魚屋のおばさん」（Marchande de marée）を歌う。アンゴー夫人は非常に美しかったが教養はあまり無かった、アンゴー夫人はクレレットが3歳の時死んだのだが父親はそれより5年前に死んでいた、つまりクレレットは正式な父親の子供ではない。加えて、夫の死後アンゴー夫人はしばしば海外に赴いて散々男遊びをし、丁度クレレットが生まれる9ヶ月前はトルコのスルタンのハーレムで太守の寵愛を受けていたので、彼女の父はトルコ人かもしれないと説明する。

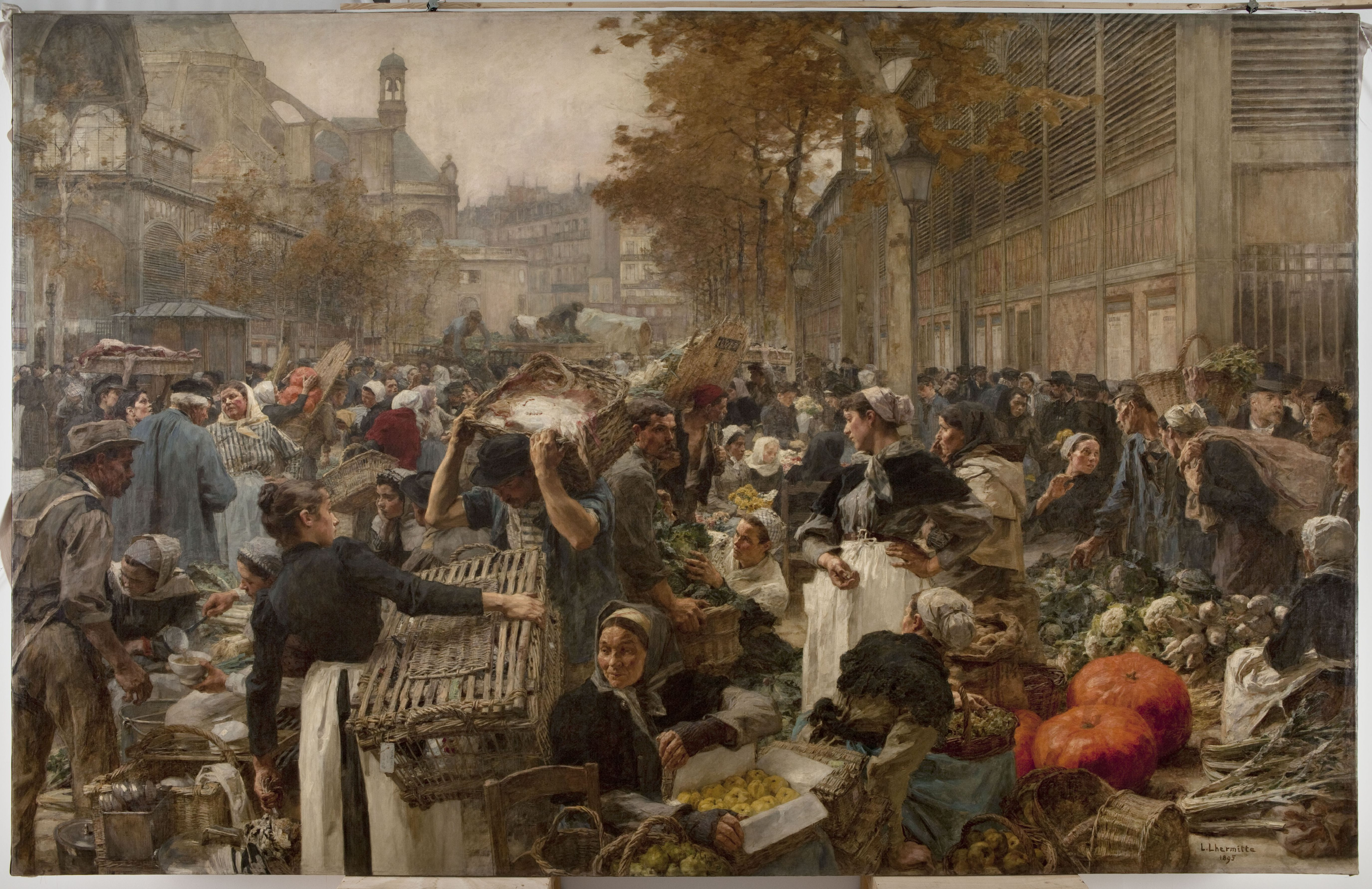
レオン・レルミットによるパリ中央市場(1895年)

この話をすれば、ポンポネは驚いて結婚を断ると見込んでいたのだが、ポンポネはこの逸話を全く意に介さない。そこに、革命共和国政府を揶揄したため、逮捕されていたアンジュ・ピトゥが釈放されて、戻って来る。アンジュ・ピトゥはクレレットが好きだったのだが、彼女が結婚すると聞いて、落胆する。彼は見知らぬ老女から、ある女性が密かに逢いたいという手紙を受け取っていた。そして、彼は〈ロンド〉「僕がクレレットを愛していたのは確かだが」（Certainement j’aimais Clairette）を歌う。
そこに、クレレットが花嫁衣装で現れる。クレレットはアンジュ・ピトゥに何とか結婚を遅らせようとしたが、最初の試みは失敗したと伝え、次の手立てを貴方も考えてと言い、〈二重唱〉「強くなるためには、協力しなくては」（Pour être fort on se rassemble）となる。すると、警察署長のラリヴォディエールが姿を現すので、クレレットは逃げ去る。ラリヴォディエールは女優で、首相のバラスの愛人で、しかも自分の秘書の情人でもあるランジュとの関係を暴露されると大変なので、ピトゥに自分の顔を知られていないのを良いことに、女優ランジュとラヴォジョン氏の醜聞を小唄にしたらどうかと持ち掛ける。ところが、ピトゥはそれは違う、彼女の相手はラリヴォディエールだと言い、その名で小唄を作ってしまう。困ったラリヴォディエールは〈二重唱〉「おい、わしがそのラリヴォディエールだ」（Eh quoi ! c’est Larivaudière）で、遂に本当の姿を現す。彼は金でピトゥを釣るが金額をつり上げられ、3万スクーディになってしまう。それでもラリヴォディエールは安心して場を立ち去る。ピトゥは結婚資金ができたので、市場の人々を呼び集め、クレレットは自分と結婚すると発表する。しかし、市場の人々はお前なんかにクレレットはやれないと反発される。ピトゥは落胆し、それなら歌の改作もやめ、もう何も歌わないと言う。そこに、クレレットがやって来て、その小唄を歌えば牢屋に行けて、結婚式が引き延ばせると思い、彼の政治を風刺した〈シャンソン〉「かつて王族は追放された一族だった」（Jadis les rois, race proscrite）とを歌い出す。そして、バラス（現首相）は王様、ランジュ（その愛人）は王妃様と歌ってしまう。すると、警官が即座にクレレットを逮捕しに来る。ピトゥは歌を作ったのは自分だとクレレットを庇うが、クレレットは嬉々として逮捕され、大騒ぎのうちに幕を閉じる。

### 第2幕

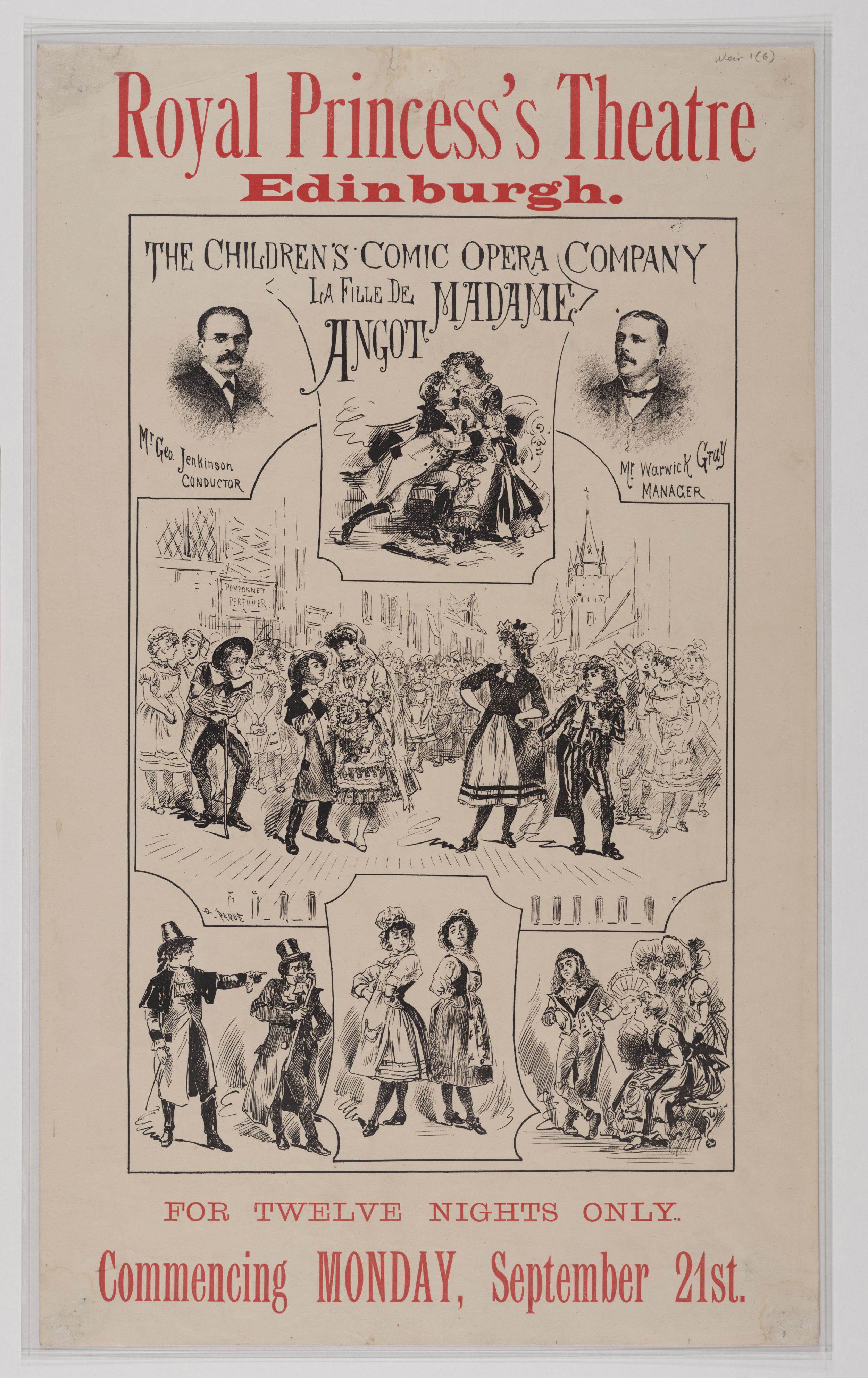
エジンバラでの上演時のポスター

ランジュ嬢の家のサロン

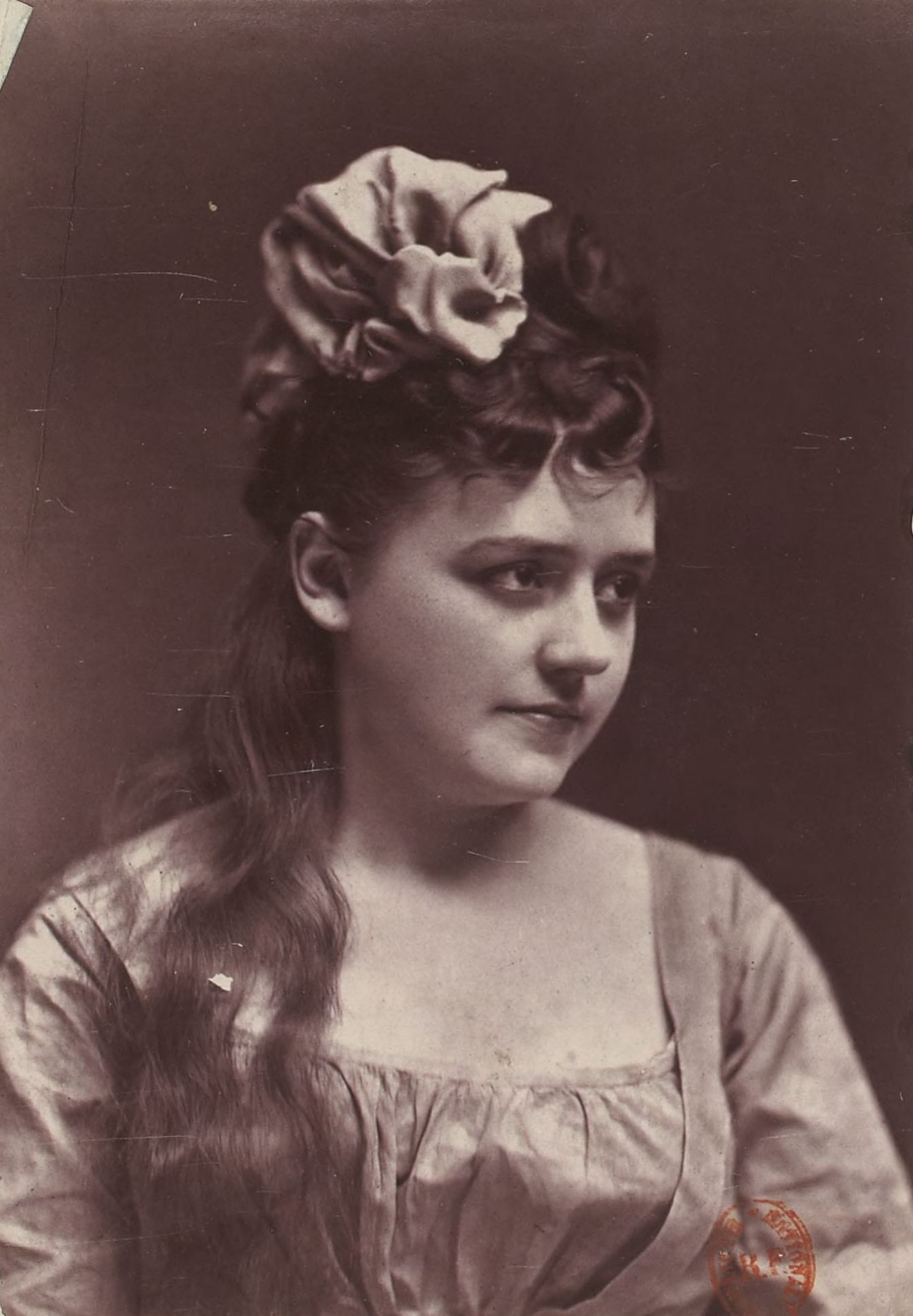
クレレットを演じたパオラ・マリエ

ランジュとその女友達たちとラリヴォディエールが雑談をしている。署長は今夜真夜中に反政府集会を行う、心してしておいてくれと言う。クレレットはそれは舞踏会に見せかけるし、兵隊なんて怖くないと〈クプレ〉「オジュローの兵士は男たち」（Les soldats d Augereau sont des hommes）を歌う。ランジュを残して皆が立ち去るとポンポネがやって来て、クレレットは意味も分からずに歌を歌っただけなので許してやって欲しいと頼む〈ロマンス〉「彼女は本当に無実」（Elle est tellement innocente ）。ランジュはそれならその歌の歌詞が見たいと言うので、ポンポネは歌詞を取りに行く。そこに、警官に捕らわれたクレレットがやって来る。ぱったり顔を追わせることになった二人は幼馴染みであったこと判明する。二人は〈二重唱〉「幸福だった子供の頃」（Jours fortunés de notre enfance ）と歌う。クレレットはランジュに気を許し、実は今の結婚が嫌で、こうしていると経緯を話す。そこに、ピトゥが戻って来るので、クレレットは別室に移動する。ピトゥはクレレットを救って欲しいと言うつもりだったが、ランジュの美しさに魅了されてしまう。ランジュがピトゥに何故反政府の小唄なんて作るのかと問うと、ランジュが男と逢瀬を楽しんでいるという通報を受けてラリヴォディエールが怒り狂って踏み込んでくる。しかし、ランジュはクレレットを部屋から出し、実はここで愛し合う二人に逢瀬をさせてあげようとしていたと作り話をし、上手くごまかすことに成功する。そして、二人を別室に行かせる。そして、パトロンであるラリヴォディエールにピトゥは陰謀に役に立つ男だから、敵のようではあるけれども助けてやろうと言う。そこへ、ポンポネが小唄の歌詞を手にやって来る。ランジュはその男は反政府的な男だと警官を呼んでポンポネを逮捕させてしまう。ランジュはピトゥだけを連れ出し、今夜開かれる集会のことは絶対に口外してはならないと釘を刺す。トゥレニッツに案内されて陰謀を企てた仲間たちがやって来る〈合唱〉「企てる時は」（ Quand on conspire）。すると、クレレットが突如姿を現し、家が兵隊に囲まれていると言う。皆は驚くがランジュは落ち着き払って、それなら花嫁衣装のクレレットとピトゥの結婚式に見せかけようと提案すると、皆はワルツを踊り始める。皆は兵隊も巻き込んで「廻れ、廻れ」（Tournez, tournez）と踊り狂う。

### 第3幕

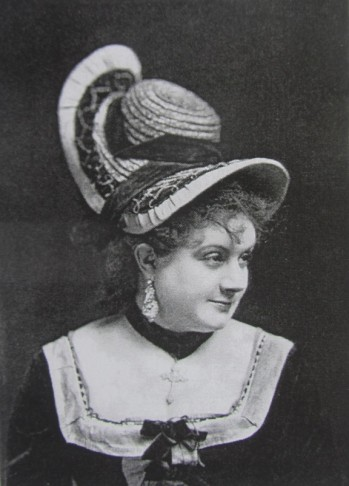
ランジュ嬢を創唱したマリー・デクロザス

キャバレー「ベルヴィユ」の庭園

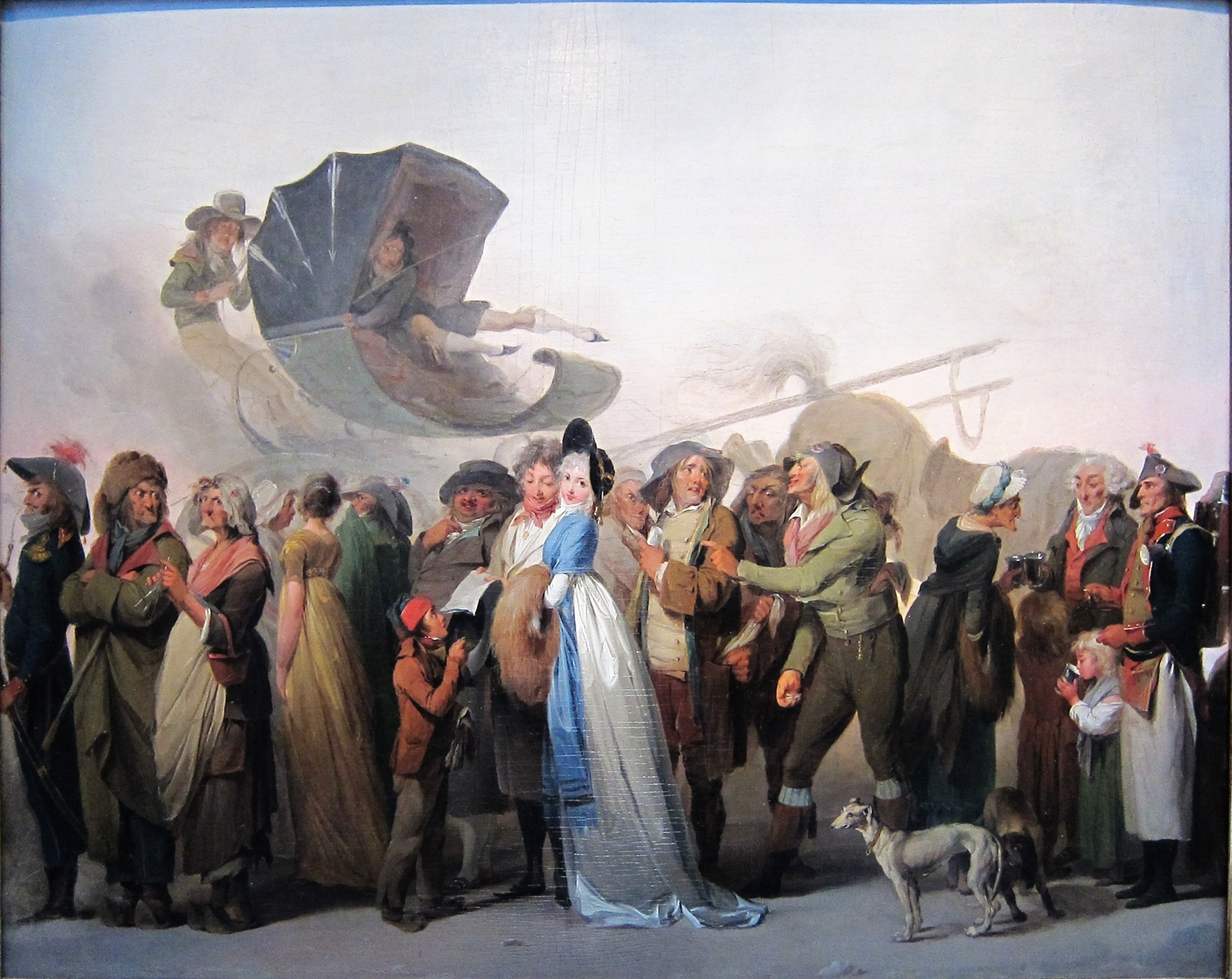
ボワイによるアンクロワイヤブル達

市場の人々が招待されて踊りを踊っている。そこに牢屋にいるはずのクレレットが姿を現すので、皆は驚く。クレレットは実はポンポネと結婚したくなかったので、捕らわれていたのだと事情を説明し、〈クプレ〉「私はこれで本当にアンゴー夫人の娘ね」（De la mère Angot，Je suis la fille.）を歌う。皆が呆れて立ち去ると、ラリヴォディエールが現れる。クレレットは彼にランジュは貴方を裏切っている証拠が見たければ、後で仮面をつけてここへ来なさいと言う。そこに、仮面をつけたポンポネがやって来る。彼は釈放されたのに牢屋から出たがらない囚人に代わって釈放されたのだった。彼はラリヴォディエールと出会うが、互いに仮面をつけているので、相手が誰だかは分からない。言葉の行き違いで喧嘩になる〈二重唱〉「気をつけろ」（Prenez donc garde）。喧嘩が収まると二人は仲直りし、ラリヴォディエールが実は自分はクレレットの手紙で呼び出されたのだが、彼女は怪しいと言う。ポンポネはクレレットが牢から出られたのを知り、喜び、彼女の肩を持つ。そういうなら、変装したままで彼女の様子を窺おうと言う。すると、クレレットが二人の正体を知らない振りをして現れ、私は善良な男と結婚することになっていたのに別の男を愛してしまったと歌う〈三重唱〉「私は将来の男を見つけた」（Je trouve mon futur charmant）。さらに、今夜ここでバラスの情婦で、老人ラリヴォディエールの愛人が若い男と逢瀬をすることになっていると言うと、3人は物陰に隠れる。ランジュからの手紙で呼び出されたピトゥとピトゥの手紙で呼び出されたランジュが現れる。しかし、二人とも相手に手紙は出していない、これは謀りごとだから逃げようとするランジュをピトゥが引き留め「君を愛している」と歌う。皆が現れ、クレレットが〈クプレ〉「ここに、マダム・バラスが」（Ah ! c’est donc toi, Madam’ Barras.）と歌い出し、情婦で、愛人で、今度は若い男、不倫の塊だと罵る。ランジュも怒り出し、女性同士の言い争いとなる。クレレットはあんな浮気な男は熨斗を付けてくれてやると言う。しかし、二人は幼馴染みなので、すぐに仲直りをする。クレレットはこれですべてを失ったと言い、泣き出す。すると、ポンポネは全てを許すからついておいでと言う。クレレットは納得して、抱き合い、元の鞘に収まる。ピトゥは女房になってからだって、きっとアンゴー夫人の娘なのだから、血が騒いで浮気をするだろうと言う。しかし、皆はそんなことは気に留めず、二人を祝福して、めでたく幕となる。

## 主な全曲録音
| 年   | 配役 クレレット ランジェ嬢 アンジュ・ピトゥ ポンポネ ラリヴォディエール                                                                                                   | 指揮者 管弦楽団および合唱団                                                | レーベル                       |
| ---- | --- | -------------------------------------------------------------------------- | ------------------------------ |
| 1958 | コレット・リィダンジェ シュザンヌ・ラフェイ ガブリエル・バキエ ベナール・アルヴィ ルイ・ミュジ                                                                            | リシャール・ブラロー 管弦楽団 合唱団                                       | CD: Musidisc EAN:0028946588321 |
| 1972 | マディ・メスプレ クリスティアーヌ・シュトゥッツマン ベルネール・サンクレール シャルル・ビュルル ミシェル・ルー                                                            | ジャン・ドゥサール パリオペラ・コミック座管弦楽団 パリ・コミック座合唱団   | CD: EMI EAN:0724357408226      |
| 2021 | アンヌ＝カトリーヌ・ジレ （Anne-Catherine Gillet） ヴェロニク・ジャンス マティアス・ヴィダル アルタヴァスト・サルキシャン マチュー・レクロアール アントワーヌ・フィリッポ | セバスティアン・ルーラン パリ室内管弦楽団 コンセール・スピリチュエル合唱団 | CD: Bru Zane EAN:8055776010014 |